# COFCO Group

Китайська національна зерно- та олійно-харчова компанія (кит.: 中国 粮油 食品 (集团) 有限公司 — Zhōngguó liángyóu shípǐn (jítuán) yǒuxiàn gōngsī) — є однією з державних холдингових компаній харчової промисловості КНР. Є найбільшим в КНР виробником продуктів харчування.

## Історія створення та діяльність
Заснована в 1952, компанія є одним з найбільших державних підприємств, які знаходяться під безпосереднім контролем Державної ради КНР.
Між 1952 і 1987 компанія була єдиним імпортером і експортером сільськогосподарської продукції, які діють під прямим контролем центрального уряду.
У 2007 налічувала понад 60 000 співробітників у різних місцях в КНР, а також за кордоном в таких країнах, як США, Сполучене Королівство, Японія, Австралія та Канада.
COFCO, крім бізнесу в області харчових продуктів, перетворилася в диверсифікований конгломерат, що включає в себе переробку харчових продуктів, фінанси, склад, транспорт, портові засоби, готелі та нерухомість.
Це одне з 500 кращих підприємств, обраних журналом Fortune в США.
Пропонує широкий вибір фірмових товарів і послуг, таких як харчове масло, вино, молочні продукти, фруктові соки, шоколад, м'ясні продукти, курорти Yalong Bay, готелі Gloria, чайна продукція Zhongcha, COFCO-Aviva Life Insurance, COFCO Trust і так далі.

## Філії
- China Foods Limited
- China Agri-Industries Holdings Limited

## Часткові вкладення
- UBS цінні папери (14 %)